# Домонтович, Василий Васильевич
Василий Васильевич Домонтович (1807—1868) — русский военный деятель, генерал-майор (1862), артиллерист, активный участник Кавказской войны, поэт и автор романсов.

## Происхождение
Родился в 1807 года. Выходец из  малороссийского дворянского рода Домонтовичей Черниговской губернии (до возведения в дворянство — старшинский род войска Запорожского), претендовавшего, впрочем, без существенных доказательств, на происхождение от князя Довмонта Псковского.

## Биография и карьера
Окончил Первый кадетский корпус, откуда летом 1826 года был выпущен прапорщиком в 1-ю батарейную роту 10-й артиллерийской бригады, в составе которой в 1828—29 годах принимал участие в Русско-турецкой войне.
В ходе этой войны, Домонтович 27 мая участвовал в сражении при переправе через Дунай (описанной им позднее в стихотворении: «Воспоминание переправы Дунайской»), затем — в блокаде Шумлы, и, наконец, в осаде и взятии Варны.
В 1831 году Домонтович участвовал в военных действиях против польских мятежников: 6 и 7 апреля 1831 года — в сражении при местечке Барагибе и в преследовании корпуса Дверницкого к австрийской границе. За участие в кампании был награждён знаком отличия «За военное достоинство» 4 степени, который Николай I решил использовать, фактически, в качестве наградной медали для офицеров, участвовавших в подавлении восстания.
После длительного периода мирной службы (1831—1847), Домонтович, в чине штабс-капитана, в 1847 году перевёлся в Кавказскую артиллерийскую бригаду. В 1849 году, в составе русского Лезгинского отряда, он принял участие в военных действиях против кавказских горцев. Эти военные действия начались в мае выступлением  отряда из укрепления Закаталы и продолжались до ноября. За отличия в ходе этих боёв Домонтович был награжден орденом Святой Анны 3-й степени с бантом.
В следующем, 1848 году Домонтович стал командиром одной из батарей 21-й артиллерийской бригады, в 1850 году был повышен до подполковника, а в 1853 году был назначение командиром 4-й горно-артиллерийской батареи (впоследствии переименованной в 6-ю, а затем — в 10-ю облегченную артиллерийскую батарею) той же бригады.
В 1854 и 1855 годах подполковник Домонтович участвовал в экспедициях против горцев в составе Дагестанского отряда; за отличия, выказанные в ходе этих боёв, он был награждён орденом Святого Владимира 4-й степени с бантом. В 1857 году за отличия в сражениях против горцев Домонтович был произведен в полковники (со старшинством от 30 октября 1855 года).
Наиболее важный этап в карьере Домонтовича, наступил в 1859 году, когда он, в составе главного русского Дагестанского отряда под личным командованием генерал-фельдмаршала князя Барятинского участвовал в осаде и штурме Гуниба и пленении имама Шамиля. Артиллерийская батарея полковника Домонтовича сыграла важную роль во взятии Гуниба, за что он был награждён орденом Святого Станислава 2 степени с мечами.
Прослужив в армии больше 35 лет, 15 из которых на Кавказе, в феврале 1862 года Домонтович вышел в отставку с производством в генерал-майоры, мундиром и пенсией.
Генерал-майор Домонтович скончался в 1868 году.

## Личная жизнь и творчество
Домонтович никогда не был женат и не имел детей. Он пользовался некоторой известностью как поэт. Стихи Домонтовича при его жизни публиковались в различных журналах, например, в литературных прибавлениях к «Отечественным Запискам» Свиньина (1830, т. 44) и альманахе «Памятник отечественных муз» (СПб., 1827); иногда просто расходились в списках.
Домонтович был автором нескольких романсов, из которых романс «Что поешь, краса-девица…» (1832), был положен на музыку композитором А.А. Алябьевым. Другой романс Домонтовича под названием «Я счастлив, коль с тобой бываю», был опубликован им в вышеупомянутом альманахе «Памятник отечественных муз». Среди других стихов Домонтовича известны: «Меланхолия», «Мечты», «К Вельяшеву» (1827), «Летнее утро» (1827), «Письмо к дяде», «К морю», «Плавание на корабле “Императрица Мария”», «Стихотворение к поручику князю Голицыну», «Воспоминание переправы Дунайской» (1830) и «Смерть воина» (1828).

## Награды
- Знак отличия «За военное достоинство» 4 степени (за участие в Подавление Польского восстания 1830—1831 годов).
- Орден Святой Анны 3 степени с бантом (За участие в боях против горцев в 1849 году, в составе русского Лезгинского отряда).
- Орден Святого Георгия 4 степени (за выслугу лет; № 8791; 26 ноября 1851 года)[1]
- Орден Святого Владимира 4 степени с бантом (За участие в боях против горцев в 1854—55 годах в составе русского Дагестанского отряда).
- Орден Святого Станислава 2 степени с мечами (За участие во взятии аула Гуниб и пленении имама Шамиля).